# Rotterdam (chanson)
Pour les articles homonymes, voir Rotterdam.
Rotterdam est une chanson de Léo Ferré créée sur scène au théâtre de Bobino en 1969. La version studio est publiée sur l'album Amour Anarchie en 1970.

## Genèse
Rotterdam serait une « réponse » à la chanson Amsterdam de Jacques Brel dont le succès aurait nourri l'agacement de Léo Ferré.
La chanson figure sur le double album Récital 1969 en public à Bobino et est reprise l'année suivante sur Amour Anarchie.

## Forme
Les paroles et musique sont de Léo Ferré.

## Enregistrement

### Production
- Arrangement & direction artistique : Jean-Michel Defaye
- Coordination musicale : Pierre Chaillé
- Prise de son : Gerhard Lehner (sans mention de crédit sur la pochette du disque)

### Musiciens
Les musiciens de studio mobilisés pour l'enregistrement de cette chanson sont à ce jour inconnus.